# Acadie–Bathurst Titan
Acadie–Bathurst Titan je kanadský juniorský klub ledního hokeje, který sídlí v Bathurstu v provincii Nový Brunšvik. Od roku 1998 působí v juniorské soutěži Quebec Major Junior Hockey League. Založen byl v roce 1998 po přestěhování týmu Laval Titan do Bathurstu. Své domácí zápasy odehrává v hale K. C. Irving Regional Centre s kapacitou 3 162 diváků. Klubové barvy jsou červená, zlatá a bílá.
Nejznámější hráči, kteří prošli týmem byli např.: Ramzi Abid, Roberto Luongo, Patrice Bergeron, Mathieu Perreault, Tomáš Svoboda nebo Patrik Zdráhal.

## Úspěchy
- Vítěz Memorial Cupu ( 1× )
  - 2018
- Vítěz QMJHL ( 2× )
  - 1998/99, 2017/18

## Přehled ligové účasti
Zdroj: 
- 1998–1999: Quebec Major Junior Hockey League (Diliova divize)
- 1999–2000: Quebec Major Junior Hockey League (Námořní divize)
- 2000–2001: Quebec Major Junior Hockey League (Atlantická divize)
- 2001–2003: Quebec Major Junior Hockey League (Námořní divize)
- 2003–2005: Quebec Major Junior Hockey League (Atlantická divize)
- 2005–2008: Quebec Major Junior Hockey League (Východní divize)
- 2008–2010: Quebec Major Junior Hockey League (Atlantická divize)
- 2010– : Quebec Major Junior Hockey League (Námořní divize)